# Alloplitis guapo
Alloplitis guapo är en stekelart som beskrevs av Nixon 1965. Alloplitis guapo ingår i släktet Alloplitis och familjen bracksteklar. Inga underarter finns listade i Catalogue of Life.